# Hanín Zuabí
Hanín Zuabí (hebrejsky חנין זועבי‎, Chanin Zu'abi, arabsky حنين زعبي‎, přepisováno též Hanin Zoabi; * 23. května 1969 Nazaret) je izraelská politička arabské národnosti a poslankyně Knesetu za stranu Balad.

## Biografie
Bydlí v Nazaretu. Je svobodná. Hovoří hebrejsky, arabsky a anglicky. Bakalářský vysokoškolský titul v oboru psychologie a filozofie získala na Haifské univerzitě, magisterský titul v oboru komunikace a média má z Hebrejské univerzity. Patří do komunity izraelských Arabů. Mezi její příbuzné patří bývalí arabskoizraelští politici Abd ul Azíz az Zuabí a Sajfuddín az-Zuabí.

## Politická dráha
Je ředitelkou organizace I'lam Media Center for Arab Palestinians in Israel. Do Knesetu nastoupila po volbách roku 2009, ve kterých kandidovala za stranu Balad. Je členkou parlamentního výboru pro status žen.
Profiluje je jako radikální kritička Izraele. V roce 2010 se účastnila na straně propalestinských aktivistů plavby lodního konvoje do Pásma Gazy. V roce 2012 po útoku na izraelské turisty v bulharském Burgasu řekla v rozhovoru pro izraelskou televizi Desátý kanál (Aruc 10): „Izrael není oběť ani když jsou zabiti civilisté“.
Její činnost vedla Centrální volební komisi Izraele 19. prosince 2012 k zrušení její kandidatury ve volbách do Knesetu v roce 2013. Rozhodnutí je přezkoumatelné Nejvyšším soudem Izraele. Nakonec jí ale kandidatura umožněna byla a stala se opět poslankyní. Mandát obhájila rovněž ve volbách v roce 2015, nyní za alianci arabských menšinových stran Sjednocená kandidátka.